# 안드레이 치카틸로
안드레이 로마노비치 치카틸로(러시아어: Андре́й Рома́нович Чикати́ло, 1936년 10월 16일 ~ 1994년 2월 14일)는 러시아의 악명높은 연쇄살인마였다. 그는 레드리퍼, 로스토프 리퍼라기도 했다. 그는 1978년에서 1990년까지 주로 러시아 소비에트 사회주의 연방공화국에서 53명의 여자와 어린이를 살해했으며, 죄에 대한 처벌로 사형당했다. (일부 피해자는 우크라이나 소비에트 사회주의 공화국과 우즈베크 소비에트 사회주의 공화국에서도 발생되었다)

## 약력
1936년에 소비에트 연방 우크라이나 소비에트 사회주의 공화국 야블로치노예에서 태어났다. 그의 어린 시절은 당시 스탈린의 농업집단화정책으로 인한 홀로도모르와 독일과 소련의 전쟁으로 인해 매우 암울했다. 제2차 세계대전 때 그의 마을은 독일의 침공을 당했다. 그의 아버지가 전쟁에 참전한 사이에 그와 어머니의 사이는 나빠졌다. 그리고 부모의 학대와 창피를 당하면서 야뇨증을 얻게 되었다. 전쟁 중에 그의 아버지는 포로로 잡혀갔으며 나치가 그를 가뒀지만, 다시 집에 돌아왔다.
학교 성적은 좋았으나 모스크바 대학교 입학시험에선 떨어졌다. 1960년에 군복무를 마치고, 그는 로디오노보네스베타예프스키로 이사를 했으며, 그쪽에서 전화 엔지니어로 일했다. 1963년에 그는 결혼했다. 그리고 딸과 아들이 생겼다.

## 재판과 처형
그는 재판에서 사형을 선고받고 1994년 2월 14일 처형되었다. 그는 처형되기 전 울부짖으며 살려달라고 했다고 한다.

## 참조 문서
- Conradi, Peter. The Red Ripper: Inside the Mind of Russia’s Most Brutal Serial Killer. 1992. ISBN 0-440-21603-6.
- Cullen, Robert. Killer Department. 1993. ISBN 1-85797-210-4.
- Lourie, Richard. Hunting the Devil. The Pursuit, Capture and Confession of the Most Savage Serial Killer in History. 1993. ISBN 0-06-017717-9.

- Smith, Tom Rob. Child 44. 2008. ISBN 1-84737-126-4. A crime novel loosely based on Chikatilo.
- NTV (1997). «Criminal Russia: The trail of Satan». A documentary on Chikatilo's case produced by a leading Russian TV channel.